# Bourgvilain
Bourgvilain est une commune française située dans le département de Saône-et-Loire, en région Bourgogne-Franche-Comté.

## Géographie

### Climat
Pour des articles plus généraux, voir Climat de la Bourgogne-Franche-Comté et Climat de Saône-et-Loire.
En 2010, le climat de la commune est de type climat océanique dégradé des plaines du Centre et du Nord, selon une étude du Centre national de la recherche scientifique s'appuyant sur une série de données couvrant la période 1971-2000. En 2020, Météo-France publie une typologie des climats de la France métropolitaine dans laquelle la commune est dans une zone de transition entre le climat semi-continental et le climat de montagne et est dans une zone de transition entre les régions climatiques « Centre et contreforts nord du Massif Central » et « Bourgogne, vallée de la Saône ».
Pour la période 1971-2000, la température annuelle moyenne est de 11,2 °C, avec une amplitude thermique annuelle de 17,1 °C. Le cumul annuel moyen de précipitations est de 937 mm, avec 11,1 jours de précipitations en janvier et 7,6 jours en juillet. Pour la période 1991-2020, la température moyenne annuelle observée sur la station météorologique de Météo-France la plus proche, « Jalogny_sapc », sur la commune de Jalogny à 6 km à vol d'oiseau, est de 11,2 °C et le cumul annuel moyen de précipitations est de 873,4 mm. 
La température maximale relevée sur cette station est de 39,6 °C, atteinte le 12 août 2003 ; la température minimale est de −21,6 °C, atteinte le 17 janvier 1985,,.
Les paramètres climatiques de la commune ont été estimés pour le milieu du siècle (2041-2070) selon différents scénarios d'émission de gaz à effet de serre à partir des nouvelles projections climatiques de référence DRIAS-2020. Ils sont consultables sur un site dédié publié par Météo-France en novembre 2022.

## Urbanisme

### Typologie
Au 1er janvier 2024, Bourgvilain est catégorisée commune rurale à habitat très dispersé, selon la nouvelle grille communale de densité à sept niveaux définie par l'Insee en 2022.
Elle est située hors unité urbaine. Par ailleurs la commune fait partie de l'aire d'attraction de Mâcon, dont elle est une commune de la couronne,. Cette aire, qui regroupe 105 communes, est catégorisée dans les aires de 50 000 à moins de 200 000 habitants,.

### Occupation des sols
L'occupation des sols de la commune, telle qu'elle ressort de la base de données européenne d’occupation biophysique des sols Corine Land Cover (CLC), est marquée par l'importance des territoires agricoles (60,9 % en 2018), en diminution par rapport à 1990 (61,8 %). La répartition détaillée en 2018 est la suivante : prairies (60,9 %), forêts (39,1 %). L'évolution de l’occupation des sols de la commune et de ses infrastructures peut être observée sur les différentes représentations cartographiques du territoire : la carte de Cassini (XVIIIe siècle), la carte d'état-major (1820-1866) et les cartes ou photos aériennes de l'IGN pour la période actuelle (1950 à aujourd'hui).

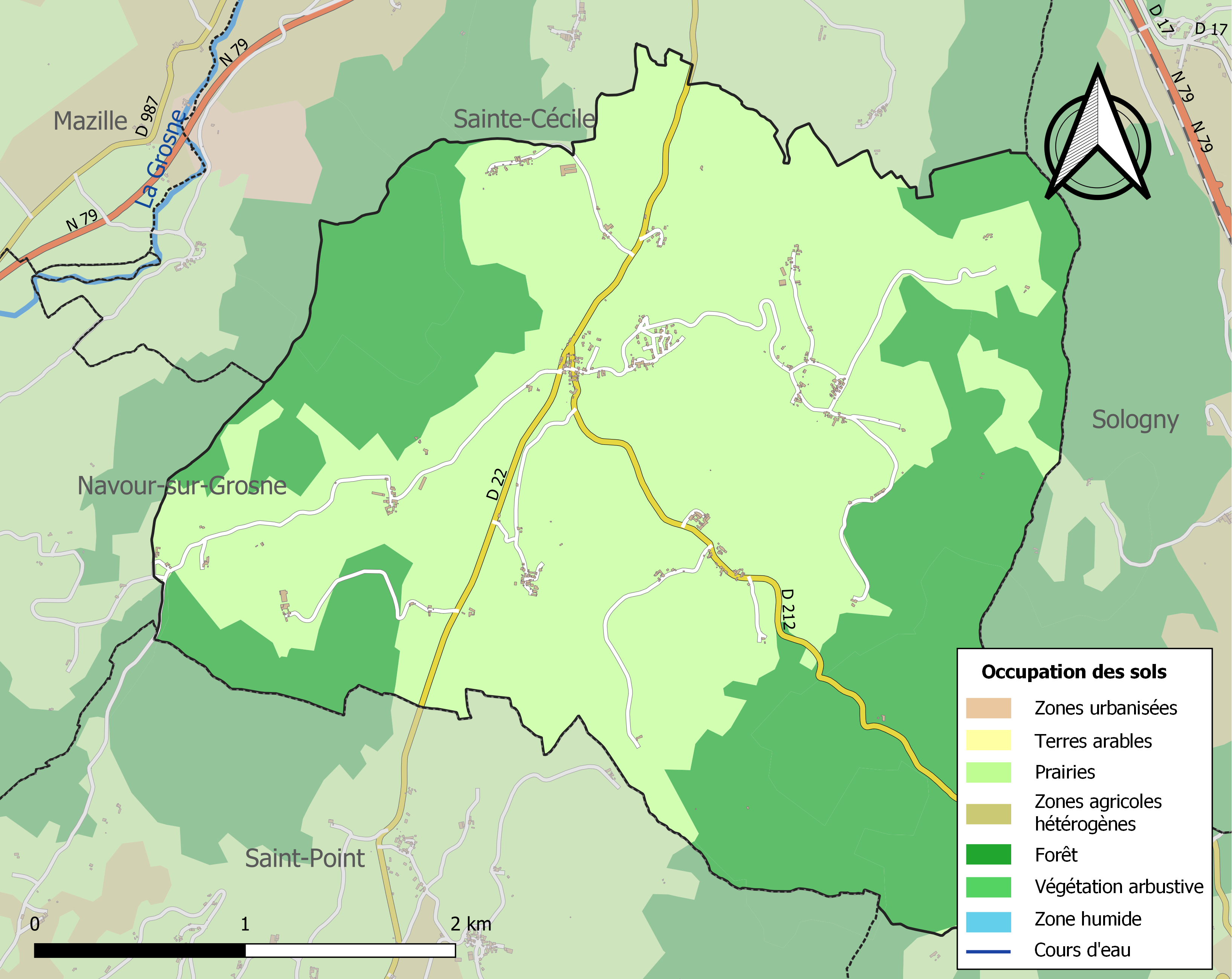
Carte des infrastructures et de l'occupation des sols de la commune en 2018 (CLC).

## Toponymie
Le nom que porte le village est vraisemblablement d'origine médiévale : bourgvilain pour le « bourg des vilains » (le mot vilain renvoyant à des paysans libres, à la différence des serfs).

## Politique et administration
| Période                                  | Période   | Identité             | Étiquette | Qualité                    |
| ---------------------------------------- | --------- | -------------------- | --------- | -------------------------- |
| avant 1988                               | ?         | Charles Dubois-Favre |           |                            |
| mars 2001                                | mars 2008 | Alain Gubert         |           | Electromécanicien          |
| mars 2008                                | 2020      | Dominique Piard      | UDI       | Conseillère départementale |
| 2020                                     | En cours  | Gilles Lamétairie    |           | Agent commercial           |
| Les données manquantes sont à compléter. |           |                      |           |                            |

## Démographie
L'évolution du nombre d'habitants est connue à travers les recensements de la population effectués dans la commune depuis 1793. Pour les communes de moins de 10 000 habitants, une enquête de recensement portant sur toute la population est réalisée tous les cinq ans, les populations de référence des années intermédiaires étant quant à elles estimées par interpolation ou extrapolation. Pour la commune, le premier recensement exhaustif entrant dans le cadre du nouveau dispositif a été réalisé en 2004.

En 2022, la commune comptait 360 habitants, en évolution de +10,43 % par rapport à 2016 (Saône-et-Loire : −1,06 %, France hors Mayotte : +2,11 %).
| 1793 | 1800 | 1806 | 1821 | 1831 | 1836 | 1841 | 1846 | 1851 |
| ---- | ---- | ---- | ---- | ---- | ---- | ---- | ---- | ---- |
| 772  | 598  | 607  | 691  | 709  | 762  | 749  | 778  | 759  |

| 1856 | 1861 | 1866 | 1872 | 1876 | 1881 | 1886 | 1891 | 1896 |
| ---- | ---- | ---- | ---- | ---- | ---- | ---- | ---- | ---- |
| 729  | 706  | 637  | 629  | 600  | 608  | 586  | 553  | 505  |

| 1901 | 1906 | 1911 | 1921 | 1926 | 1931 | 1936 | 1946 | 1954 |
| ---- | ---- | ---- | ---- | ---- | ---- | ---- | ---- | ---- |
| 458  | 447  | 387  | 361  | 356  | 328  | 308  | 276  | 227  |

| 1962 | 1968 | 1975 | 1982 | 1990 | 1999 | 2004 | 2006 | 2009 |
| ---- | ---- | ---- | ---- | ---- | ---- | ---- | ---- | ---- |
| 192  | 210  | 275  | 278  | 276  | 321  | 332  | 333  | 331  |

| 2014 | 2019 | 2022 | - | - | - | - | - | - |
| ---- | ---- | ---- | - | - | - | - | - | - |
| 327  | 340  | 360  | - | - | - | - | - | - |

## Culte
Bourgvilain et son église relèvent de la paroisse de Cluny-Saint-Benoît, qui regroupe dix-sept villages et qui a son siège à Cluny.

## Culture locale et patrimoine

### Lieux et monuments
Sont à voir sur le territoire de la commune : 

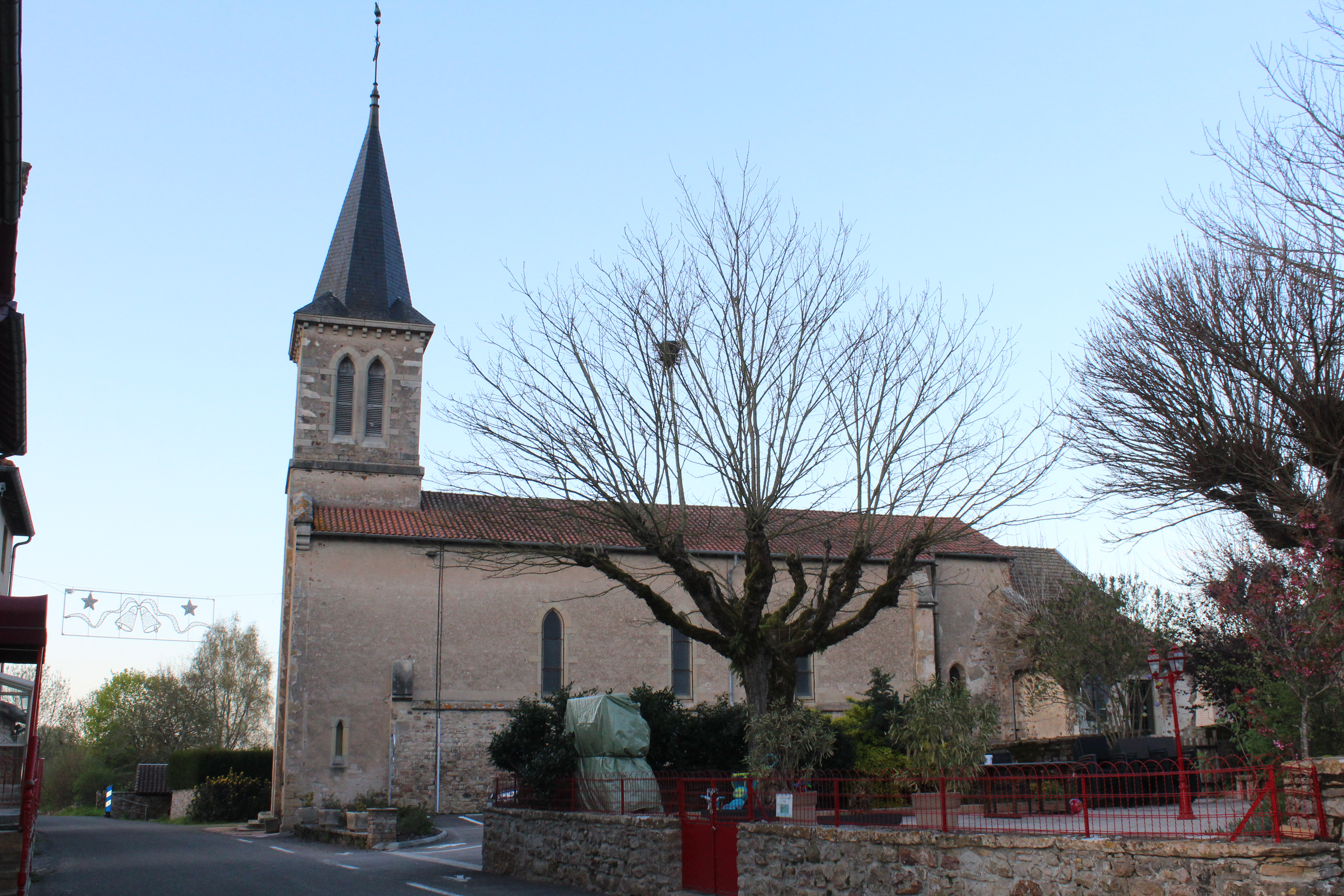
L'église, partiellement rebâtie au XIXe siècle, placée sous le vocable de saint Denis.

- le château de Corcelle, demeure féodale dont les origines remontent aux Xe et XIIIe siècles et qui fut remaniée aux XVe et XVIIIe (inscrit aux Monuments historiques en 1976)[19].
- l'église, placée sous le vocable de saint Denis, construite en remplacement d'un vieil édifice qui, en mauvais état, fut partiellement démoli et reconstruit entre 1873 et 1875 (clocher, partie des murs de la nef, réfection complète des voûtes)[20] ;
- la chapelle située dans le cimetière, restaurée en 2017[21].

### Personnalités liées à la commune
- Monsieur Fraize (Marc Fraize de son vrai nom), comédien, habite à Bourgvilain.

## Pour approfondir